# Тагер, Александр Семёнович (юрист)
Алекса́ндр Семёнович Та́гер (10 ноября 1888, Москва — 15 апреля 1939, там же) — российский и советский адвокат, автор монографии «Царская Россия и дело Бейлиса».

## Биография
Родился в 1888 году в Москве. Окончил юридический факультет Московского университета в 1911 году и 1 июня поступил работать в московскую адвокатуру помощником присяжного поверенного Муравьёва, Николая Константиновича. В 1912—1917 годах участвовал в ряде политических процессов (дело иваново-вознесенских рабочих, дело А. А. Сольца и т. д.). В 1917 году стал присяжным поверенным Московской окружной судебной палаты.
После Февральской революции был юрисконсультом Чрезвычайной следственной комиссии Временного правительства. Входил также в число членов Комиссии Министерства юстиции Временного правительства по реформе законов о суде и адвокатуре.
После Октябрьской революции — научный работник Всесоюзного института юридических наук, член Московской губернской коллегии защитников. В 1922 году участвовал в разработке проекта Уголовно-процессуального кодекса.
Александр Тагер был арестован 9 июня 1938 года в период сталинских репрессий. Военной коллегией Верховного Суда СССР был приговорён 14 апреля 1939 года к высшей мере наказания по обвинению в участии в контрреволюционной террористической организации. На следующий день расстрелян и похоронен на полигоне Коммунарка. Был реабилитирован 4 апреля 1956 года определением Военной коллегии Верховного суда СССР.

### Семья
Отец — врач Семён Исаевич (Залман Иесерович) Тагер (1860—?), выпускник Московского университета (1883). Жена — Елена Матвеевна Цоллер (1891—1959). У них было двое детей — Семён Александрович Тагер и Анна Александровна Тагер. Анна стала впоследствии учёным в области физической химии, а её сын и внук Александра Тагера — философ, историк и социолог Вадим Роговин.

## Профессиональная деятельность
В роли защитника принимал участие в ряде процессов в Московском революционном трибунале и в Верховном Ревтрибунале: по делу служащих московской городской управы, по делу Локкарта, «парафиновому делу». Летом 1922 года был недолго адвокатом в процессе над правыми эсерами. В связи с грубыми нарушениями закона, открытой политизацией дела, защитники подсудимых С. А. Гуревич, Г. Л. Карякин, А. Ф. Липскеров, Н. К. Муравьёв, М. А. Оцеп, Г. Б. Патушинский, Б. Е. Ратнер, А. С. Тагер и В. А. Жданов с разрешения своих клиентов демонстративно отказались от участия в процессе. За это газета «Правда» заклеймила их «продажными профессионалами-адвокатами» и «прожжёнными судейскими крючками». 18 августа по приказу начальника СО ГПУ Самсонова Тагер, Жданов и Муравьев были арестованы, после чего Тагер и Муравьев были сосланы на 3 года в Казань.
Тагер был одним из ведущих специалистов в СССР по юридической психологии. Его исследования внесли большой вклад в первую очередь в психологию свидетельских показаний. Он считал, что уголовный процесс — это исследовательский процесс и что формирование и изучение научных основ его предпосылок даёт значительный материал для законотворчества. В 1930 году в Москве Тагер принимал активное участие в работе I Всесоюзного съезда по изучению поведения человека, где выступил с докладом «Об итогах и перспективах изучения судебной психологии». В Московском государственном институте экспериментальной психологии Тагер возглавлял группу экспериментальной работы по исследованию психологии свидетельских показаний. Он писал:

Поскольку в исследовании психологии показаний мы в конце концов должны дойти до исследования источников ошибок как в восприятиях свидетелей, так и в сохранении и переработке восприятий, так и в репродукции показаний, включая сюда и вопрос о превращении мыслей в слова, постольку мы не можем обойтись без исследования работы каждого испытуемого и сопоставления итогов с его психической продукцией в виде свидетельского показания

В 1930-е годы Тагер вместе с группой сотрудников Центрального архивного управления занимался поиском документов, доказывающих поддельность Протоколов сионских мудрецов. Эта работа проводилась по запросу истцов на Бернском процессе, где рассматривалось происхождение этой фальшивки.

## Публикации
Тагер наиболее известен как автор монографии «Царская Россия и дело Бейлиса» о знаменитом судебном процессе 1913 года. Книга была издана к 20-летию процесса над Бейлисом 1933 году, переиздана в 1934 и 1995 годах. Она рассеяла оставшиеся сомнения в том, что Бейлис был действительно невиновен, а ритуальное убийство, в котором его обвиняли — вымысел черносотенцев.
Книга «Царская Россия и дело Бейлиса» была задумана как часть трилогии: второй её том должен был быть посвящён делу Дрейфуса, а третий — государственному антисемитизму в Германии 1930-х годов. Вторую и третью книги Тагер написать не успел.
Кроме этого Тагер опубликовал работы по юридической психологии, в частности «О программе экспериментального исследования психологии свидетельских показаний».